# Škoda 15Tr
Škoda 15Tr – typ czechosłowackiego przegubowego, wysokopodłogowego trolejbusu. Produkowano go w latach 1988–2004 (prototypy powstały w połowie lat 80., od roku 1995 był produkowany w zmodernizowanej wersji 15TrM) w zakładach Škody w Ostrovie.

## Konstrukcja
Przegubowy trolejbus 15Tr pochodzi (zarówno jeśli chodzi o układy elektryczne, jak i mechaniczne) ze standardowego typu 14Tr. 15Tr został zbudowany w połowie lat 80. XX wieku jako pierwszy w pełni czechosłowacki trolejbus przegubowy (projekt 10Tr nie został zrealizowany, natomiast pojazdy Škoda-Sanos 200Tr były wynikiem czechosłowacko-jugosłowiańskiej współpracy).
15Tr jest trzyosiowym trolejbusem, złożonym z dwóch części. Części połączone są przegubem. Szkielet pojazdu stanowi stalowa rama, do której mocowana jest samonośna karoseria. Autobus powstał dzięki wykorzystaniu części z pojazdu 14Tr, co ułatwia utrzymanie i zdobycie części zamiennych. Z prawej strony znajdują się cztery dwuskrzydłowe drzwi. Poprzecznie umieszczone siedzenia zostały obite sztuczną skórą. Do oświetlenia wnętrza wykorzystuje się świetlówki.
Trolejbus wyposażono w dwa silniki prądu stałego, jeden na środkowej, drugi na ostatniej osi (wykorzystano silniki z trolejbusu 14Tr). Dzięki temu stała się możliwa eksploatacja tego trolejbusu nawet w trudnym terenie.
Pierwsze serie miały dzielone przednie okno, w późniejszych zastosowano już okno wykonane z jednej szyby. Trolejbusy były początkowo fabrycznie malowane w czerwono-kremowe barwy, typowe dla wszystkich przedsiębiorstw komunikacji w ówczesnej Czechosłowacji.

## Prototypy
Pierwsze dwa prototypy trolejbusów 15Tr wyprodukowano w 1983 roku. Od pozostałych różniły się innym wyposażeniem elektrycznym. Po próbach u producenta, pierwszy prototyp odbywał jazdy próbne w latach 1984–1985 w Pilźnie (z numerem bocznym 500). Część przedniego członu sprzedano potem jako części zamienne do Brna. Drugi prototyp był testowany u producenta, a w drugiej połowie lat 80. XX wieku został zezłomowany.
W latach 1987–1988 wyprodukowano kolejne 3 prototypy, które, w odróżnieniu od pierwszych dwóch, trafiły do regularnej eksploatacji z pasażerami.

## Modernizacje
- Škoda 15TrR – kompletny remont pudła oraz wymiana elementów takich jak: wyświetlacze, nowe odbieraki prądu, modernizacja wnętrza itp.

## Dostawy
W latach 1983–2004 wyprodukowano 469 trolejbusów.
| Państwo        | Miasto                       | Lata dostaw    | Liczba | Numery taborowe              | Uwagi             |               |
| -------------- | ---------------------------- | -------------- | ------ | ---------------------------- | ----------------- | ------------- |
| Czechy         | Brno                         | 1990–1991      | 8      | 3501–3508                    |                   | [ 1 ]         |
| Czechy         | Czeskie Budziejowice         | 1991–1992      | 42     | 01–42                        |                   | [ 2 ]         |
| Czechy         | Hradec Králové               | 1989–1991      | 11     | 71–81                        |                   | [ 3 ]         |
| Czechy         | Chomutov i Jirkov            | 1994–1995      | 25     | 001–025                      |                   | [ 4 ]         |
| Czechy         | Ostrawa                      | 1990–1994      | 10     | 3504–3513                    |                   | [ 5 ]         |
| Czechy         | Pilzno                       | 1988–1993      | 6      | 414, 461–465                 | 414 – 3 prototyp  | [ 6 ]         |
| Czechy         | Škoda Ostrov                 | 1983           | 2      | —                            | 1 i 2 prototyp    | [ 7 ]         |
| Czechy         | Cieplice                     | 1990           | 10     | 201–210                      |                   | [ 8 ]         |
| Czechy         | Uście nad Łabą               | 1989–1994      | 55     | 501–555                      |                   | [ 9 ]         |
| Czechy         | Zlín – Otrokovice            | 1989–1995      | 13     | 63, 81–85, 337–343           | 63 – 4 prototyp   | [ 10 ]        |
| Estonia        | Tallinn                      | 1989–1991      | 25     | 400–424                      |                   | [ 11 ]        |
| Iran           | Teheran                      | 1992           | 65     | 794–828, 921–950             |                   | [ 12 ]        |
| Litwa          | Kowno                        | 1989–1991      | 5      | 303, 304, 327–329            |                   | [ 13 ] [ 14 ] |
| Litwa          | Wilno                        | 1991           | 5      | 1601, 1603, 2600, 2602, 2604 |                   | [ 15 ]        |
| Łotwa          | Ryga                         | 1989–1991      | 25     | 1-1–1-18, 2-300–2-306        |                   | [ 16 ] [ 17 ] |
| Słowacja       | Bańska Bystrzyca             | 1988–1990      | 27     | 1501–1527                    | 1501 – 5 prototyp | [ 18 ]        |
| Słowacja       | Bratysława                   | 1990–1992      | 16     | 6521, 6601–6606, 6608–6616   |                   | [ 19 ]        |
| Słowacja       | Koszyce                      | 1993           | 15     | 1001–1015                    |                   | [ 20 ]        |
| Słowacja       | Preszów                      | 1988–1994      | 27     | 82–86, 92–113                |                   | [ 21 ]        |
| Słowacja       | Żylina                       | 1994–1995      | 14     | 201–210, 226–229             |                   | [ 22 ]        |
| Ukraina        | Kijów                        | 1990–1995      | 46     | 450–495                      |                   | [ 23 ] [ 24 ] |
| Ukraina        | Symferopol – Ałuszta – Jałta | 1990           | 6      | 4000–4005                    |                   | [ 25 ]        |
| Węgry          | Segedyn                      | 1992–1993      | 11     | T-600–T-610                  |                   | [ 26 ]        |
| Łączna liczba: | Łączna liczba:               | Łączna liczba: | 469    |                              |                   |               |

## Trolejbusy historyczne
- Muzeum Techniki w Brnie (brneński trolejbus 15TrR nr 3501)
- Brno (trolejbus nr 3502)
- Czeskie Budziejowice (trolejbus nr 01)
- Hradec Králové (trolejbus nr 77)
- Kijów (trolejbus nr 480)
- Ostrawa (trolejbus nr 3510)
- Pilzno (trolejbus nr 414)
- ŠKODA - BUS klub Plzeň (trolejbus nr 464)
- Uście nad Łabą (vůz ev. č. 501)
- Cieplice (trolejbus nr 205)
- Bratysława (trolejbus nr 6607)

## Galeria

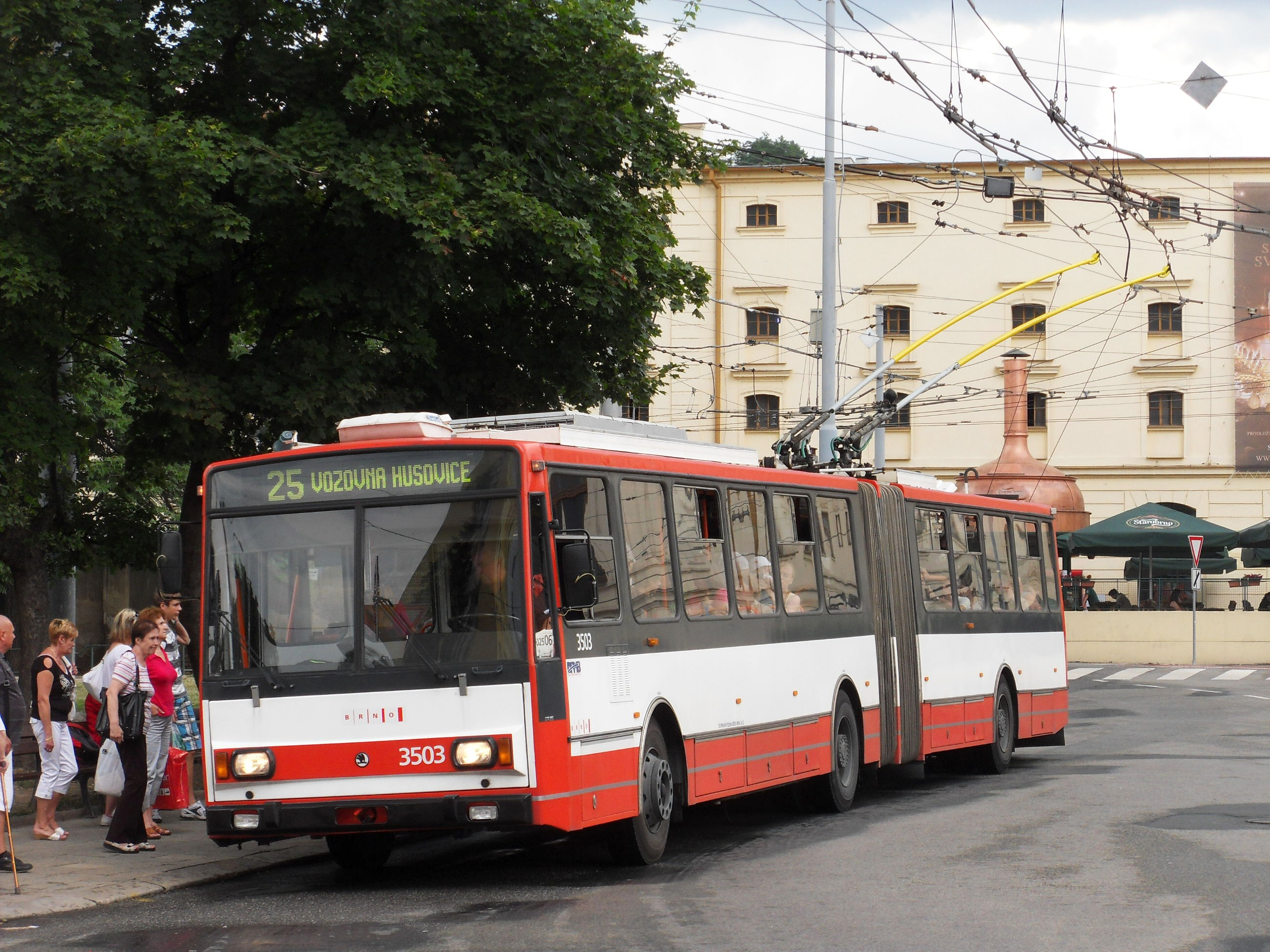
Škoda 15Tr po modernizacji na typ 15TrR w Brnie
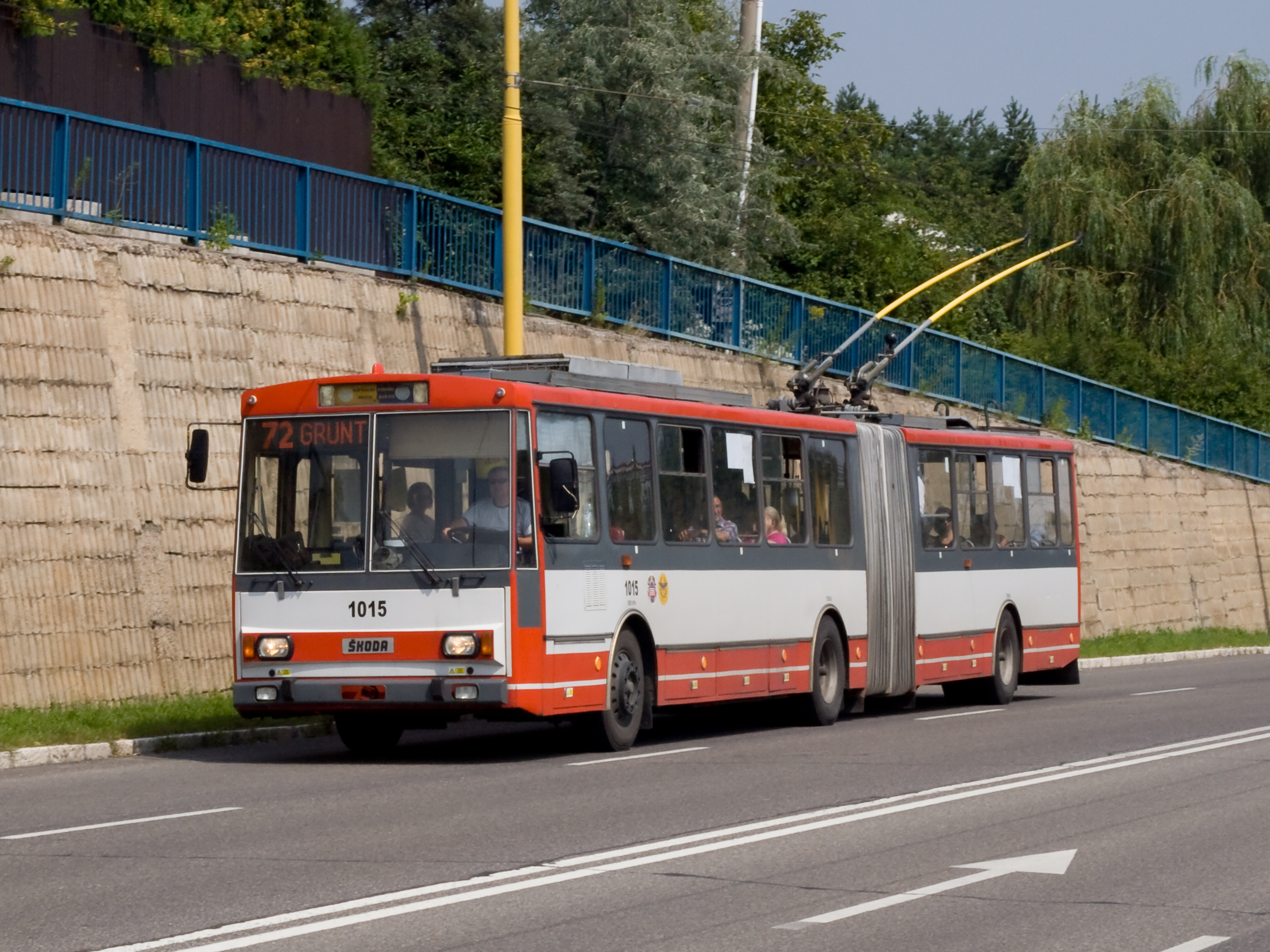
Škoda 15Tr w Koszycach
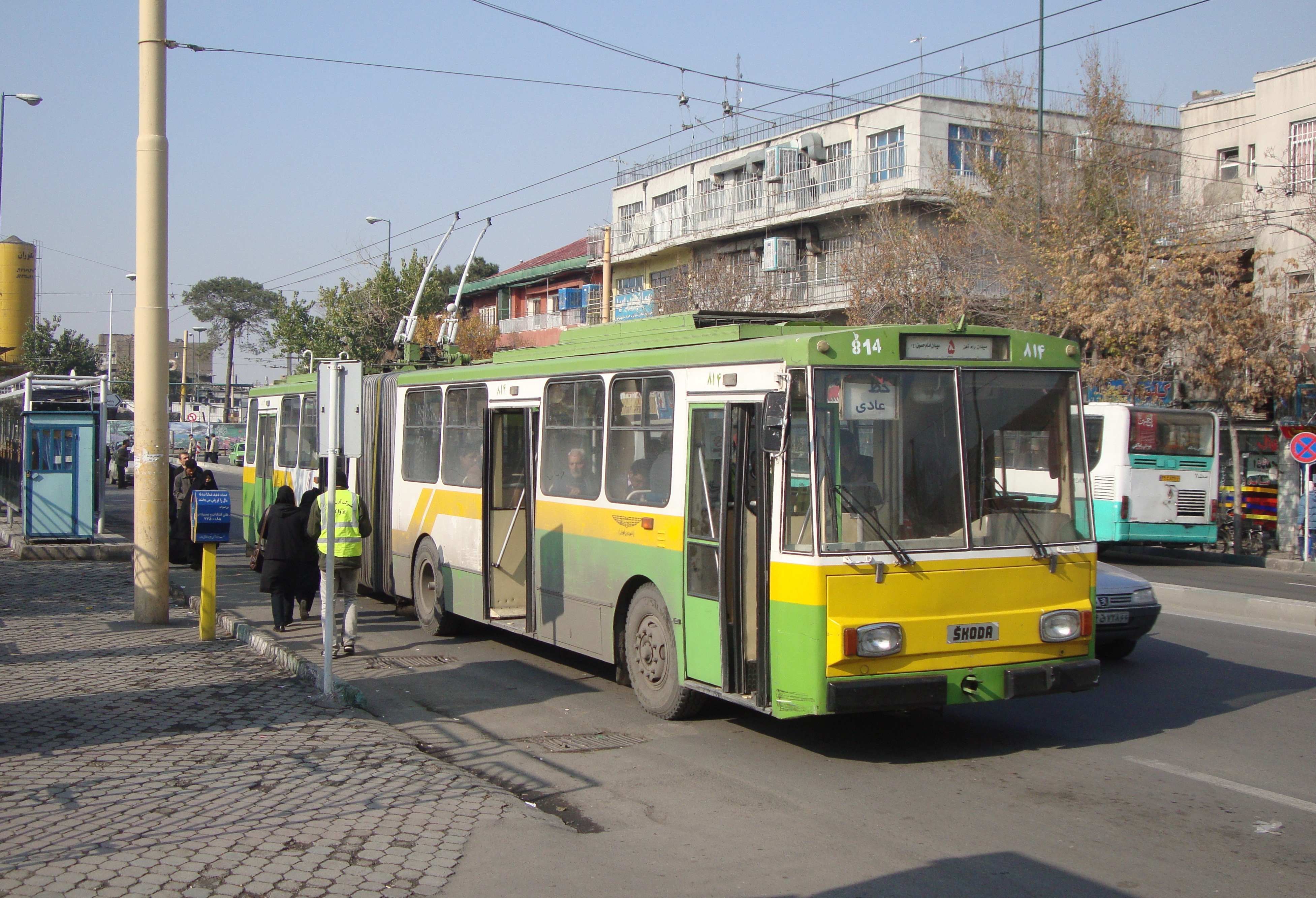
Teherański trolejbus 15Tr
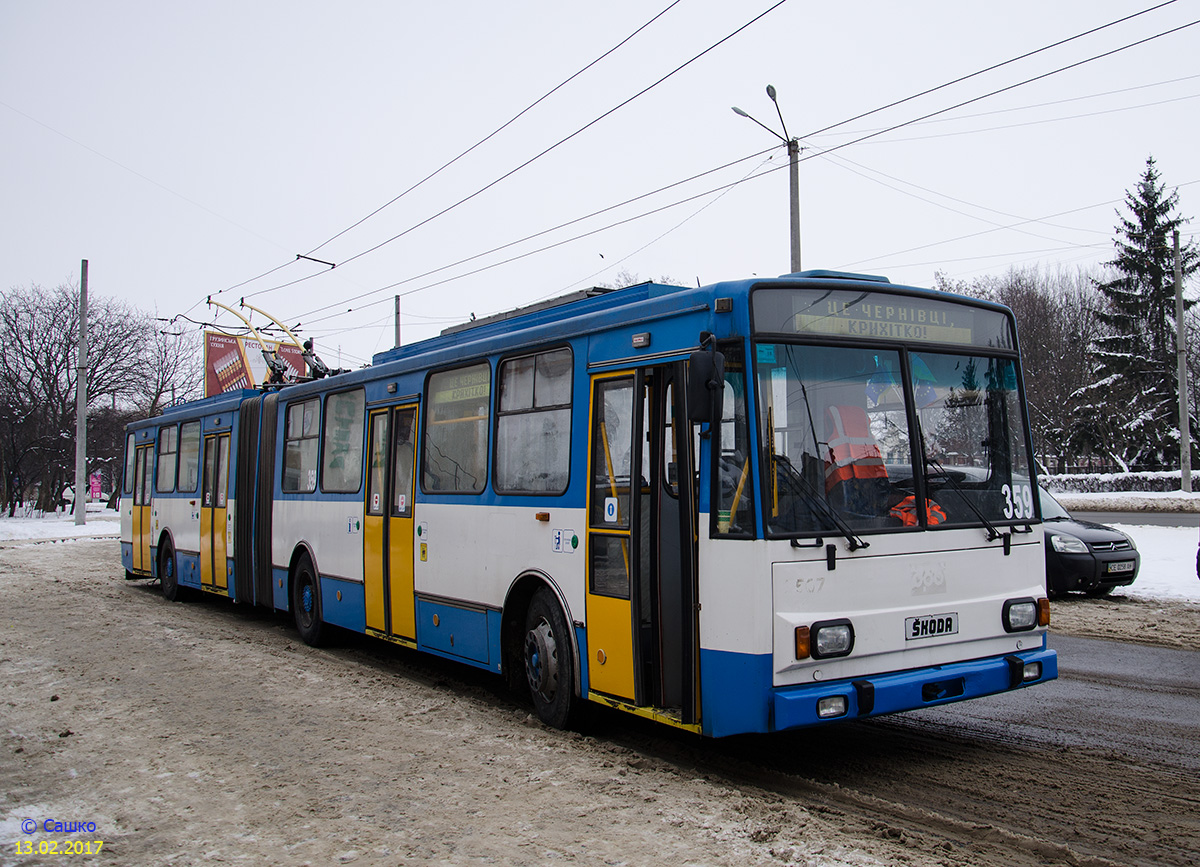
Ex-ostrawska Škoda 15Tr w Czerniowcach